# Nyírtelek
Nyírtelek is een plaats (város) en gemeente in het Hongaarse comitaat Szabolcs-Szatmár-Bereg. Nyírtelek telt 7114 inwoners (2005).